# Epactoides andringitrae
Epactoides andringitrae är en skalbaggsart som beskrevs av Renaud Maurice Adrien Paulian 1975. Epactoides andringitrae ingår i släktet Epactoides och familjen bladhorningar. Inga underarter finns listade i Catalogue of Life.